# Гостиницы Губонина
Гостиницы Губонина — комплекс дач-гостиниц и служебных зданий в посёлке Гурзуф Большой Ялты, на территории Гурзуфского парка, построенный во второй половине ХIХ века предпринимателем, купцом 1-й гильдии Петром Ионовичем Губониным. Впоследствии в СССР военный санаторий, в настоящее время — санаторий Гурзуфский. Выявлен комплекс из 11 объектов культурного наследия России федерального значения. Согласно законодательству Украины — памятник культурного наследия Украины. Располагается в центральной части Гурзуфа, примыкая к набережной посёлка и является «основной композиционной и ландшафтной доминантой его застройки». Несмотря на позднейшие достройки и многочисленные ремонты остаётся крупнейшим сохранившимся целостным курортным комплексом дореволюционного Южного берега, образцом архитектурного и ландшафтного стилистического развития рекреационной архитектурной мысли конца XIX — начала XX века.

### Предыстория
Есть сведения, что после присоединения Крыма к России в 1783 году землями Гурзуфа владел первоначально Григорий Александрович Потёмкин. Судьба имения после смерти генерал-фельдмаршала в 1791 году, пока не совсем ясна: в Ведомости о числе селений, названиях оных, в них дворов… состоящих в Симферопольском уезде от 14 октября 1805 года владелицей деревни значится надворная советница Апурина.
В 1808 году герцог Арман Эммануэль де Ришельё, бывший тогда новороссийским и бессарабским генерал-губернатором, купил участок в Гурзуфе — «довольно обширный сад со старой хатой и несколькими участками земли, продававшийся с публичного торга после смерти какого-то бедного татарина, за 4000 рублей ассигнациями».

В том же, 1808 году, было начато строительство усадебного дома — первого на Южном берегу Крыма дома в европейском стиле. Строительство закончили в 1811 году, тогда же Ришелье последний раз был в своём имении, считается, что тогда же, на рубеже 1810-х годов, был заложен парк. К 1814 году прикупили ещё земли и имение увеличились до 280 десятин (около 305 гектаров), причём большая часть земель (примерно 2/3) располагалась в современном Ай-Даниле, а в самом Гурзуфе находилась меньшая часть имения. В этом доме в августе-сентябре 1820 года останавливались семья Никола Раевского, с которыми путешествовал Александр Пушкин.

В 1822 году, по смерти Ришелье, по завещанию герцога, Гурзуфская усадьба отошла его адъютанту И. А. Стемпковскому, который в 1823 году продал имение тогдашнему новороссийскому и бессарабскому генерал-губернатору графу М. С. Воронцову. При Воронцове дом в имении благоустроили по европейским стандартам того времени, были заложены промышленные виноградники (по другим сведениям, виноградники посадил уже следующий владелец Фундуклей). Через 10 лет, в конце 1834 — начале 1835 года, Воронцов, за 100 тысяч рублей, продал гурзуфское имение площадью 83 десятины 990 квадратных саженей Ивану Ивановичу Фундуклею. Новый владелец расширил виноградники, в 1847 году начал строительство и в 1847 году закончил винный подвал на 10 тысяч вёдер вина. Реконструировал в 1861 году дом, разбил парк с цветниками и фонтанами. Окончательный вид парк приобрёл при следующем владельце Губонине.
После смерти Ивана Ивановича Фундуклея в августе 1880 года, имение унаследовали его племянницы — баронесса Варвара Григорьевна фон Врангель (супруга Григория Григорьевича Врангеля, дядя генерала П. Н. Врангеля, то есть, тётка будущего правителя юга России) и Анна Григорьевна Краснокутская (супруга генерала Краснокутского), обе урождённые Голицыны. Крымом сёстры не интересовались и выставили имение на торги, «спешно» продав в мае 1881 года усадьбу площадью 83 десятины за 250 тысяч рублей статскому советнику, строителю Курско-Лозово-Севастопольской железной дороги, Петру Ионовичу Губонину.

### Имение Барятинского
Земли на левом берегу Авунды в 1830-х годах представляли собой «заглохший фруктовый сад и пустопорожнее место», а из строений там был лишь заброшенный дом береговой стражи.
По имеющимся данным участок принадлежал обществу (джаамату) деревни Гурзуф, у которого, в конце 1830-х годов, М. С. Воронцов его и купил. В начале 1860-х годов наследники Воронцова подарили участок некоему «султану Крым-Гирею» — вероятно, Николаю Александровичу. Султан-Крым-Гирей вскоре поменял эту землю на имение Суук-Су Абдураманчикова, от которого Гурзуф перешёл к Казначееву, а, начале 1850-х годов — к Барятинскому.

## Курорт Губонина

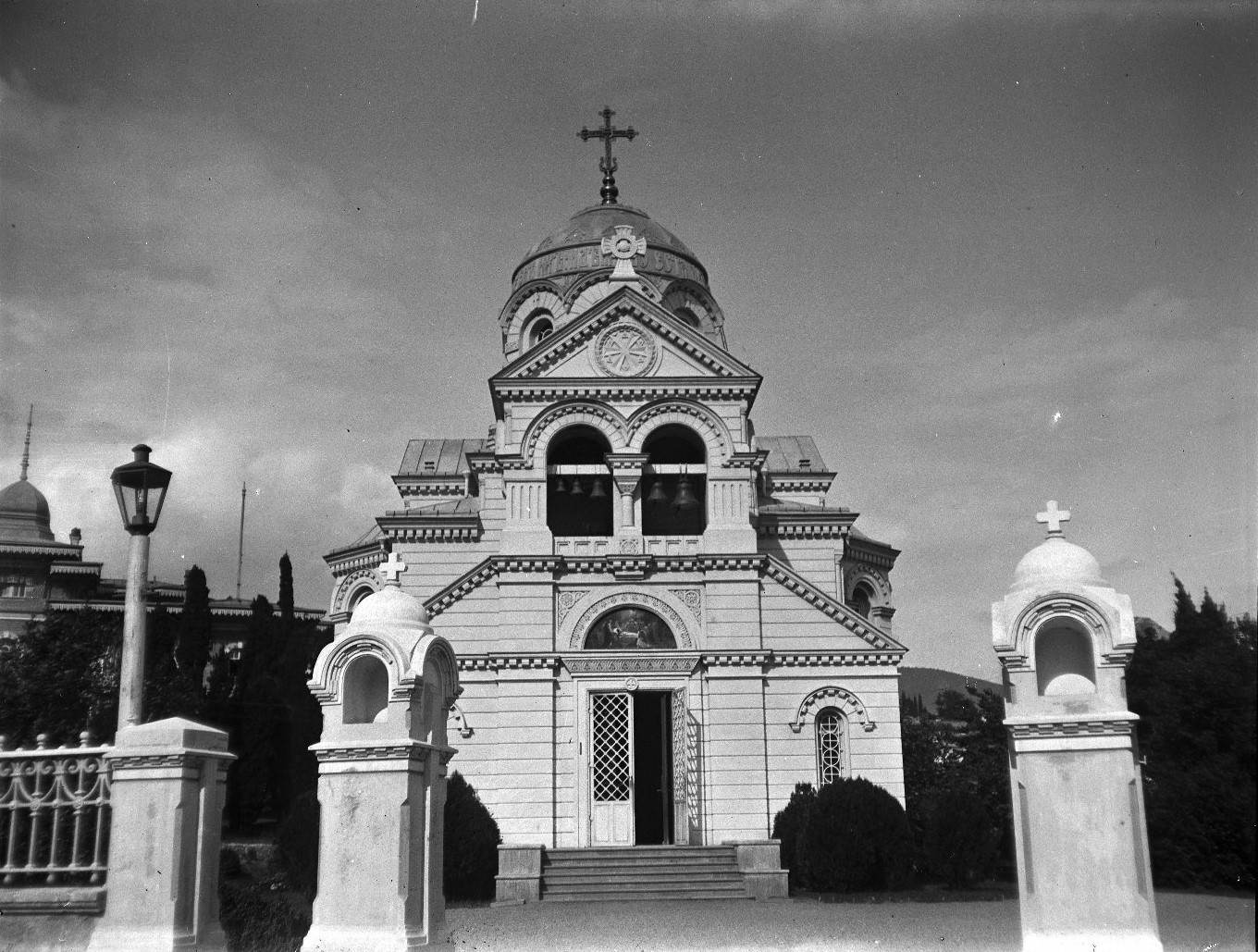
Успенская церковь

В 1874 году Лозово-Севастопольская железная дорога пришла в Симферополь, а в 1875 году линию довели до Севастополя и число приезжающих в Крым возросло многократно. В частности, Южный берег из места отдыха только аристократов в частных имениях стал местом массового отдыха и лечения. Видимо, верно оценив тенденцию, Пётр Губонин, к приобретённому в 1881 году имению «Гурзуф» в 1882 году прикупает расположенное на левом берегу реки Авунды за границами деревни имение князя В. И. Барятинского. Сам владелец поселился в бывшем доме Ришелье. Ещё в 1891 году, считается, что по проекту архитектора М. Н. Чичагова, была построена в византийском стиле домовая церковь Успения Пресвятой Богородицы. После смерти М. Н. Чичагова работу заканчивал его брат Дмитрий Николаевич. Храм был разрушен при советской власти в июле 1932 года.
Поставив задачу создать массовый курорт европейского уровня, Пётр Губонин в 1882 году начинает на левом берегу Авунды, на месте запущенного сада площадью около 4 десятин бывшего имения Барятинского, активное строительство, наняв для этого ялтинского городского архитектора П. К. Теребенёва. Всего за 12 лет были построены 8 гостиниц, православный храм, библиотека, ресторан. Курорт быстро набрал популярность: если в 1894 году в Гурзуфе побывало 900 отдыхающих, то в 1898 году число приезжих уже исчислялось тысячами. Для развлечения отдыхающих на главой площади курорта соорудили изящную сцену-раковину, где с 1 августа по 1 октября с 16 до 22 часов играл специально приглашенный военный оркестр. Также на ракушке устраивались танцевальные вечера и концерты гастролировавших артистов.
Строилась инфраструктура. Аптека при курорте была открыта в 1888 году и Губонин сразу же передал её провизору, предварительно оборудовав помещение всем необходимым с условием отпускать жителям Гурзуфа прописанные местным врачом лекарства по заниженным ценам. Медицинское наблюдение над аптекой осуществлял также местный врач. Для отдыхающих, заразившихся какой-либо инфекционной болезнью, в отдалении от основных корпусов была построена больница-изолятор на три палаты. Медперсонал курорта состоял из двух врачей, мужчины и женщины, и работавшей в сезон фельдшера-массажистки. Устроили почтово-телеграфную станцию, лавки, библиотеку, электростанцию.
Губонин наладил массовое производство вин в имении, реконструировал винные подвалы: всего было устроено 5 подвалов, общей вместимостью 85 тысяч вёдер, вино в которые поступало с виноградников имения Гурзуф, площадью 40 десятин и второго  принадлежащего Губонину имения Кизилташ  — 17 десятин  виноградника;  был построен небольшой жилой посёлок для работников винного производства, была создана система общей канализации, по которой сточные воды выводились в море. Для снабжения курорта продуктами выше почтового шоссе были устроены огороды, баштаны, молочная ферма.
Позднейшие сооружения курорта: гостиницу № 8 (корпус «Альянс» в настоящее время) и Библиотечный корпус выполненные в стиле модерн с элементами «татарской» архитектуры, приписывают московскому архитектору Д. Н. Чичагову. Здания сооружались из местного камня, колотого серого мраморовидного гаспринского известняка и оформлялись просторными деревянными верандами и балконами в «татарском стиле», все строения были индивидуальны. Исследователи отмечают сочетание сероватого камня в кладке стен с верандами, украшенными сложной деревянной резьбой, разноуровневую этажность, вписанную в горный рельеф, отсутствие точных повторов фасадов при едином художественном решении комплекса.
Проводились большие работы по обустройству парка. Для его украшения Губонин приобрел в 1889 году фонтаны «Ночь», «Рахиль», «Дети во время дождя» (другое название «Первая любовь»), «Нимфа», «Олени» — до настоящего времени сохранились «Ночь» (также «Богиня ночи», первоначальное название «Свет») и «Рахиль» (первоначально «Гречанка»). На 1900 год в имении насчитывалось 93 здания и сооружения, почти половина из которых относились к курорту. Для обслуживания гостей устроили молочную ферму, работала паровая прачечная, в 1-й, 2-й и 6-й гостиницах к услугам отдыхающих были тёплые морские и пресные ванны, что тёплые морские и пресные ванны, по цене 75 копеек (бельё ещё 25 копеек), что превратило курорт в круглогодичный. А. Я. Безчинский в путеводителе 1901 года писал, что с 1 ноября по 1 апреля в гостиницах принимали на полный пансион со стоимостью от 25 до 75 рублей в месяц. Трёхразовое питание обходилось ещё в 60 рублей. Ввиду малого числа постояльцев в зимнее время все размещались в 1-й гостинице, куда на зиму переводили и ресторан.

Курорт сообщался с ялтинским шоссе собственной, очень живописной дорогой, заканчивавшейся у верхних ворот комплекса. При воротах стояло специальное здание («сторожка») с телефоном, по которому находившийся там служащий мог решить вопросы прибывших в конторе имения. Морское сообщение с Ялтой поддерживалось «пароходиками» «Гурзуф» и «Геленджик», курсировавшими несколько раз день, с апреля по октябрь три раза в неделю заходил ходивший на линии Севастополь — Феодосия пароход РОПиТ.

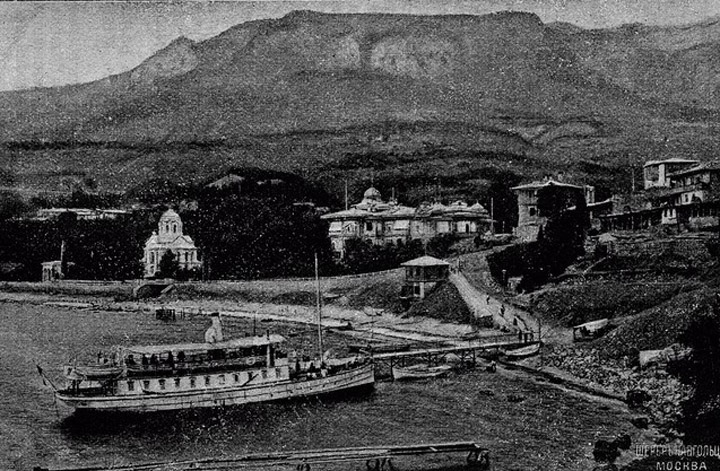
Паровой катер из Ялты в Гурзуфе.

В результате Гурзуф стал одним из самых популярных курортов Российской империи — комплекс гостиниц, в отличие от предыдущего времени, принимал отдыхающих не только с высоким, но и со средним достатком: в бархатный сезон номер стоил от 1 до 10 рублей в сутки, с ноября по август цены были выше, а полный пансион обходился в 60 рублей в месяц.

У Губонина отдыхали государственные чиновники, военные, коммерсанты, священнослужители, писатели. Много раз бывал здесь обер-прокурор Святейшего Синода К. П. Победоносцев, дважды — митрополит Петербургский Палладий. В 1910 году на курорте два месяца жил Московский митрополит Владимир. Летом 1911 в «Гурзуфе» отдыхал экзарх Грузии Иннокентий. Высокопоставленные церковные деятели предпочитали останавливаться в гостинице № 5, поскольку имевшаяся в здании отдельная кухня была очень удобна, ввиду необходимости постояльцам соблюдать большое количество постных дней. Курорт был популярен среди русских писателей: в апреле 1887 года три дня в гостинице № 1 жил В. М. Гаршин, пока строился дом в Ялте в курорте часто жил А. П. Чехов. Также бывали М. И. Цветаева, А. И. Куприн, В. В. Маяковский, Леся Украинка, Максим Горький, Скиталец. Создатель русского балета Мариус Петипа 6 раз отдыхал на курорте и скончался здесь же 1 июля 1910 в возрасте 91 года. Частыми гостями «Гурзуфа» были петербургские и московские купцы, любившие хорошо и вкусно поесть — одним из факторов такого предпочтения был отменный ресторан курорта. Ёмко и весьма критично охарактеризовал обстановку на курорте конца XIX века известный в то время журналист С. Н. Филиппов
Гурзуф, как бы летняя резиденция богатой Москвы. Вы это чувствуете сейчас же, въезжая в него… Москва, богатая Москва, которая и может в настоящее время много тратить, наполняет Гурзуф… Запах Москвы не покидал нас все время, и в самом модном пункте Гурзуфа я чувствовал себя уже как в Москве. Гурзуф — Москва. Склад московской жизни, её привычки к прочным удобствам, к шири, позолоте, бархатной мебели, пёстрым шпалерам, ярким тонам — во всём

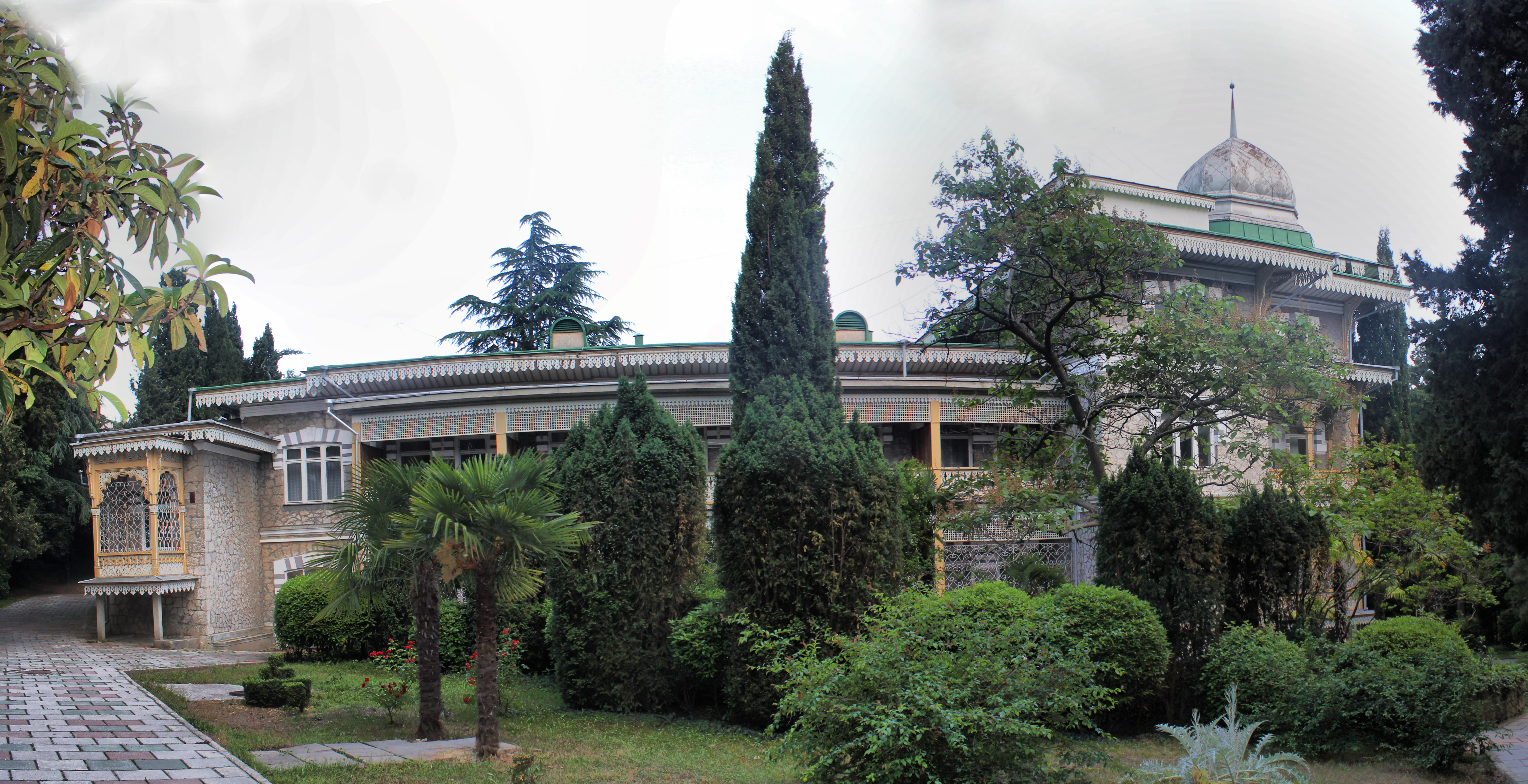
Корпус «Ривьера»
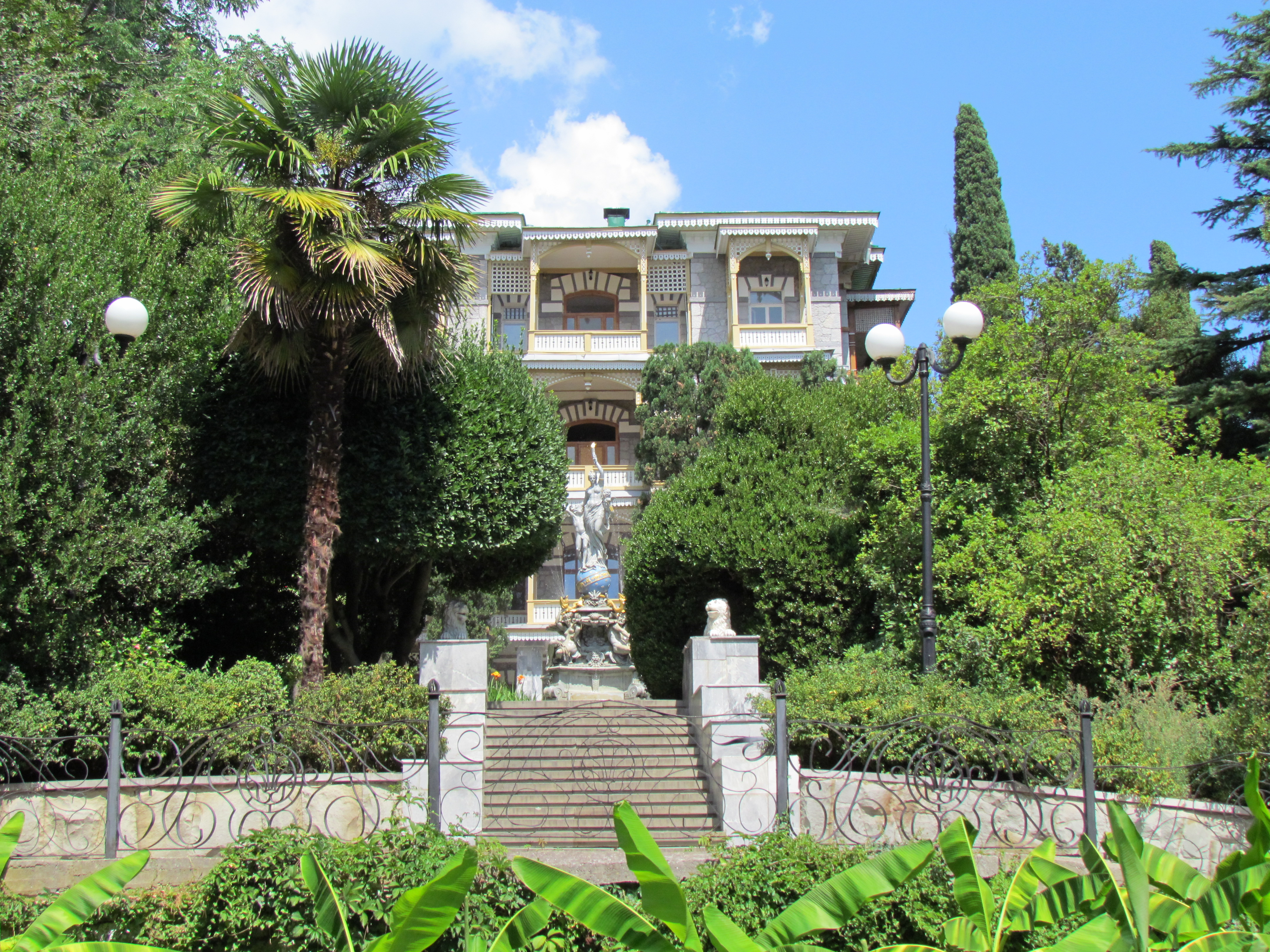
Корпус «Парк»
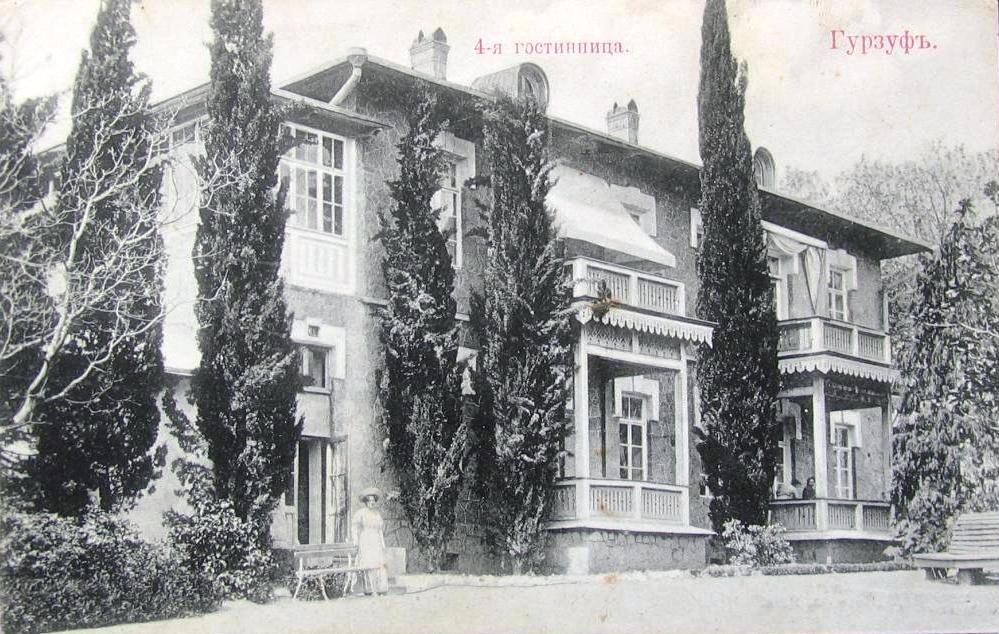
Четвертая гостиница, 1910 г. (корпус «Чеховский»)
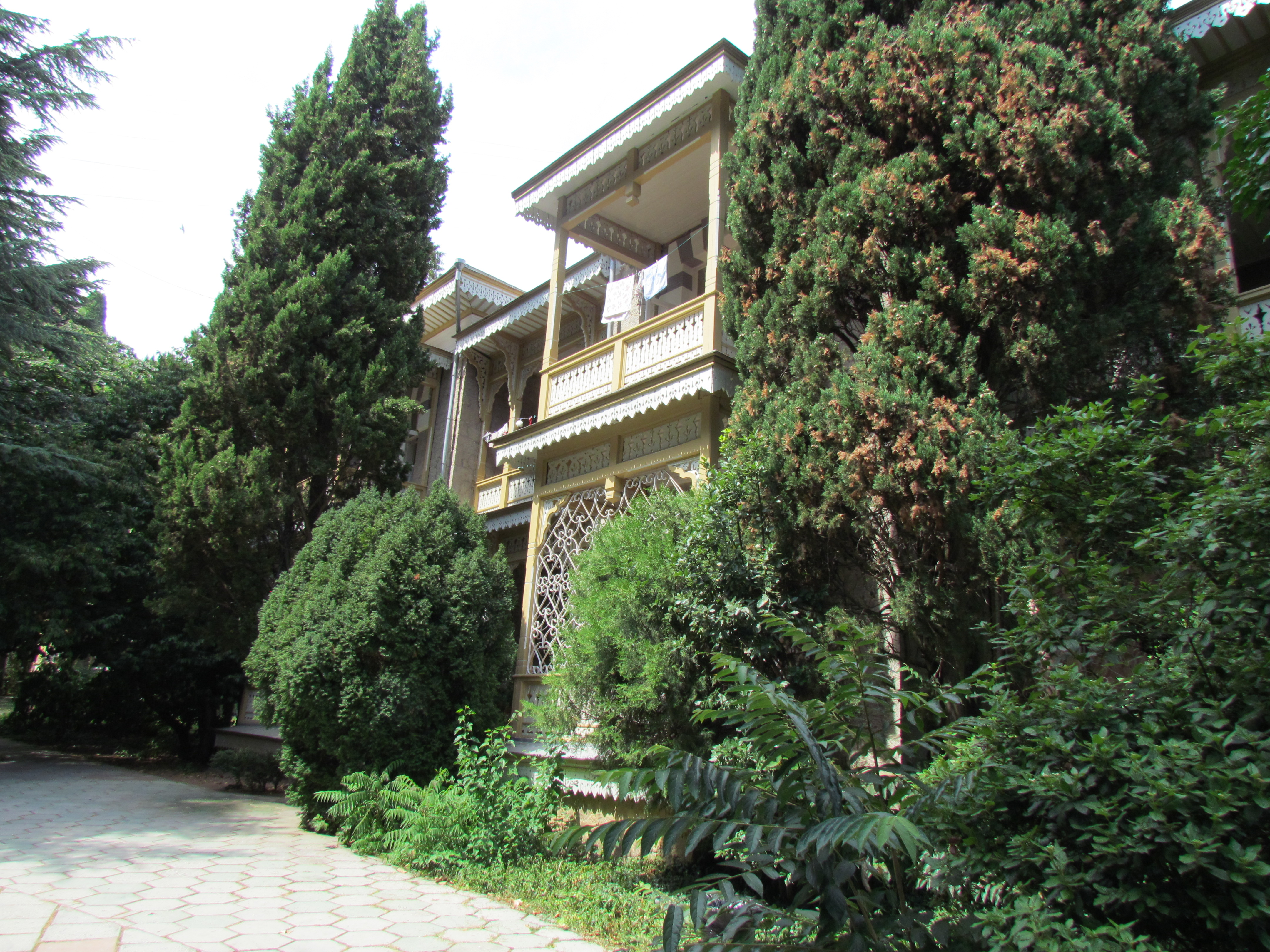
Корпус «Пушкинский»
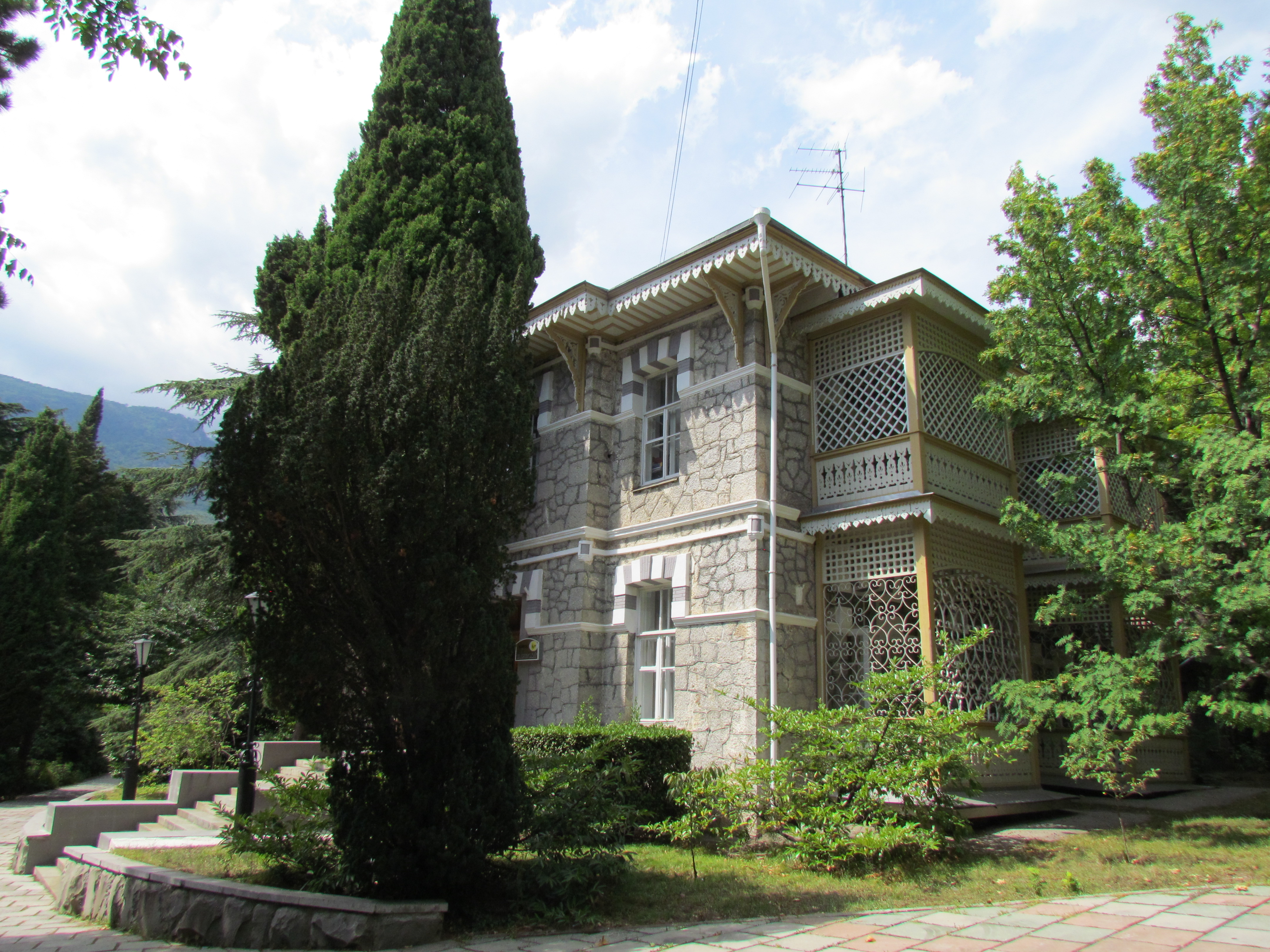
Корпус «Шаляпинский»
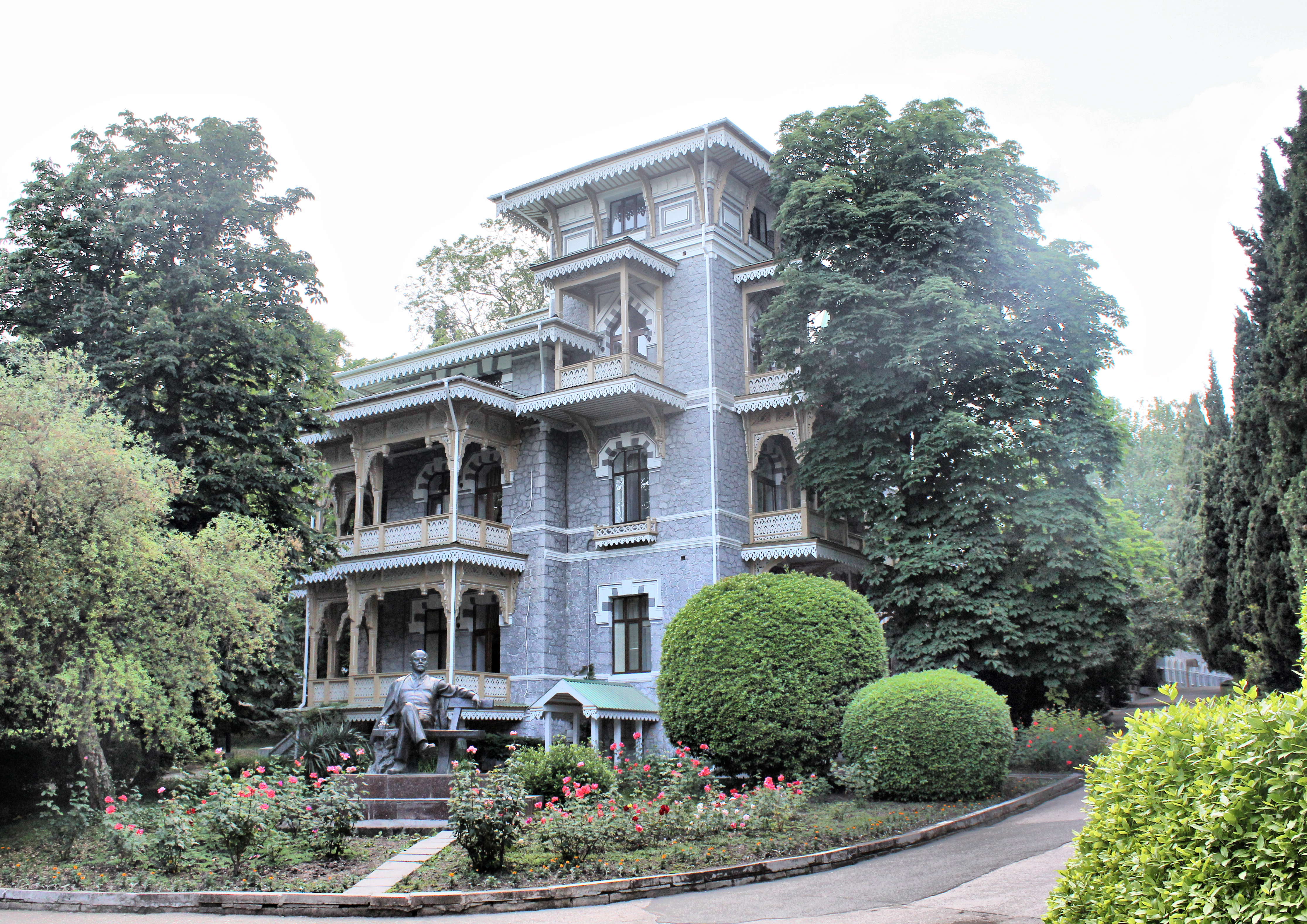
Корпус «Гагаринский»
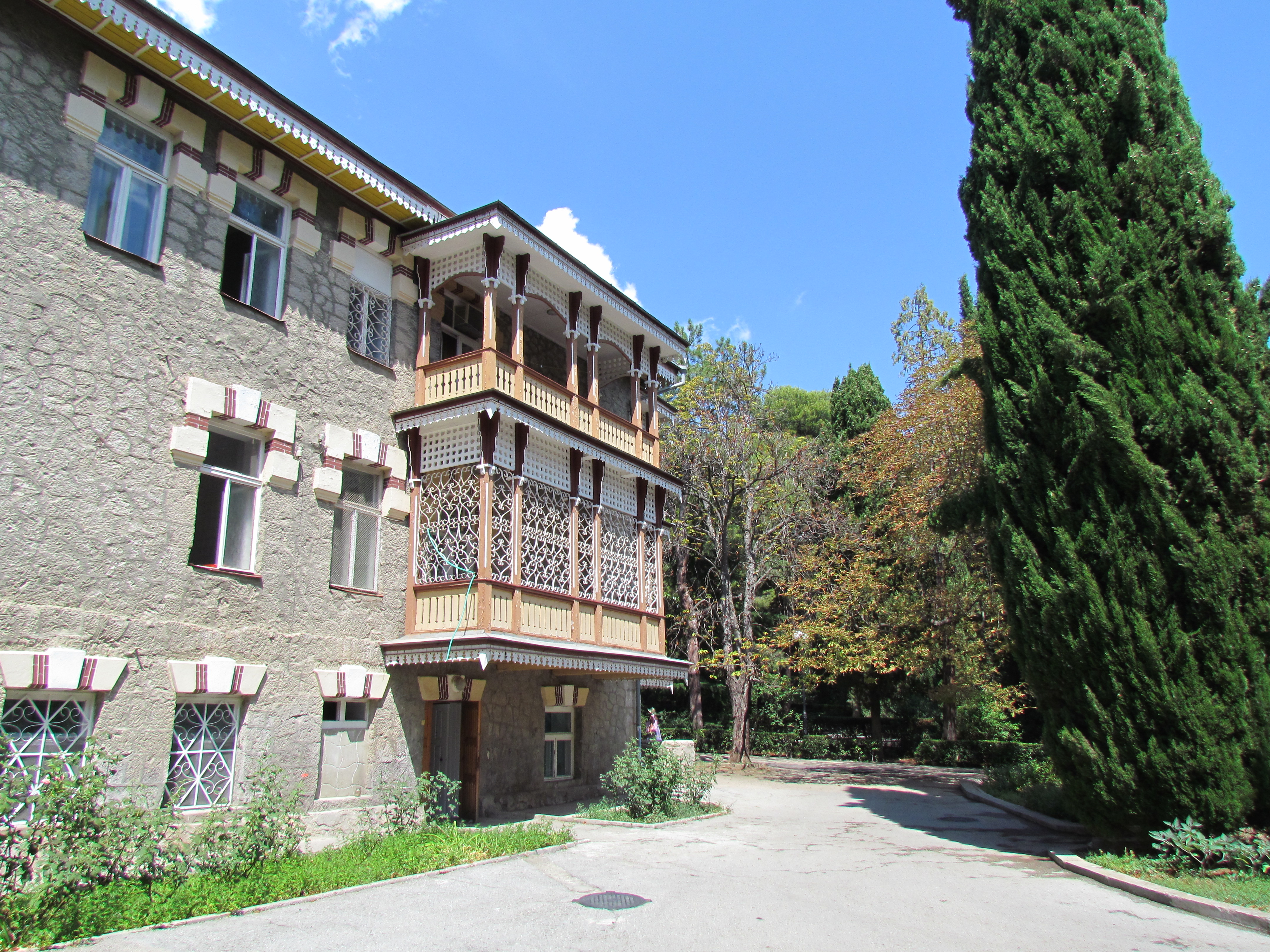
Корпус «Альянс»

## После Губонина
После смерти в 1894 году П. И. Губонина курорт унаследовал его сын Сергей Губонин. В 1890-х годах гурзуфский курорт считался единственным в России местом, где отдых утроен «на широкую ногу», не уступая заграничным, отмечая при этом дороговизну отдыха. Видимо, дела у наследника шли неважно и в 1902 году он был вынужден продать всё имение «Акционерному обществу курорта Гурзуф» (учредители Третьяков, Бабурин, Голицын, Долгоруков, князь Оболенский и другие, а основным держателем акций был петербургский купец 1 гильдии Кузьма Иванович Волков). В 1904 году Гурзуф был по суду перешёл главным кредиторам — наследникам Кузьмы Ивановича Волкова, а весной 1910 года курорт выкупила группа предпринимателей — Никитин, Шустов, Парфенов и Евстигнеев. Новые владельцы развернули кипучую деятельность по приведению курорта в образцовое состояние. В Путеводителе по Крыму Григория Москвича 1911 года уже размещалась реклама курорта, описывающая преобразования
 Единственный уютный уголок в Крыму С.-Петербургского товарищества. Открыт круглый год. Вновь роскошно отремонтированные восемь гостиниц и 14 дач с полной обстановкой (все комнаты заново отделаны), с мебелью, столовой и кухонной посудой… Морские купания, морские, пресные и соленые ванны. Лечение виноградом собственных садов, Церковь, поставленная врачебная помощь, библиотека и читальня, почта, телефон, телеграф, аптека, первоклассный ресторан под наблюдением опытного метрдотеля, электрическое освещение. Для развлечения имеются: общий зал с пианино, лаун-теннис, крокет, биллиард, лодки, верховые лошади, детские игры и гимнастика. В парке ежедневно играет симфонический оркестр. Сообщение с Ялтой экипажами, автомобилями и пароходами, совершающими рейсы четыре раза в день. Новыми владельцами устранены все неудобства, встречающиеся прежде в курорте «Гурзуф»
Кроме 8 гостиниц «в той же группе зданий и в стороне» имелось ещё 14 дач, размером от 1 до 10 комнат, с кухней и полностью обставленных, по цене от 100 до 1000 рублей в месяц. Согласно путеводителю за 1912 год, отдыхающим предоставлялось двухразовое (завтрак и обед) питание в ресторане «Фонтан», которое оплачивалось абонементами разных ценовых категорий: 50 и 40 рублей, для прислуги 18 и 25 рублей. Отдельно завтрак (с 11 до 14 часов) из 2 блюд стоил 75 копеек и обед (с 16 до 19 часов) из 4 блюд — 1 рубль 25 копеек. Также сообщалось, что на курорте от пасхи до ноября играл оркестр.

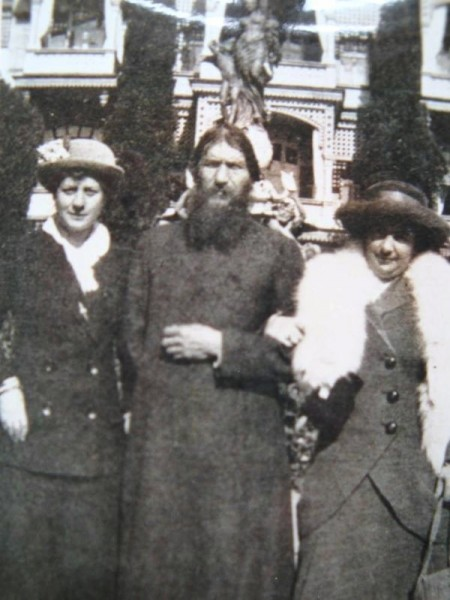
Григорий Распутин на курорте, около 1913 года

В марте 1916 года последним владельцем усадьбы стал Николай Хрисанфович Денисов, инженер путей сообщения, держатель крупного пакета акций Сибирского банка, бывший директор правления Троицко-Орской железной дороги. В течение года, под руководством петербургского архитектора Михаила Анатольевича (Хаимовича) Дубинского было произведено переустройство курорта: сделали частичную перепланировку в гостиницах, во всех номерах оборудовали ванные комнаты и туалеты, гостиницы были снабжены горячей водой, новой мебелью петербургских фабрик.

Из сотрудников курорта в 1914 известны управляющий — купеческий сын Николай Фёдорович Овчинников, бухгалтер Иван Михеевич Шикеро, кассир Фёдор Георгиевич Киселёв, заведующий гостиницами, московский мещанин Арсений Иванович Соколов и заведующий хозяйством Григорий Григорьевич Пуцыкин, ставший в 1915 году управляющим. А. И. Соколов служил заведующим гостиницами все 1910-е годы, включая период революций и гражданской войны. В 1916 году последний владелец Н. Х. Денисов пригласил управляющим тогдашнего секретаря редакции ежемесячного журнала «Вестник знания» Дмитрия Олиевича (Олеговича) Гельгессена, остававшийся заведующим все годы гражданской войны. После национализации Гельгессен возглавил комплекс винодельческих хозяйств Гурзуфа. Другие не эмигрировавшие управляющие в первые годы после национализации возглавили образованные на базе имений винодельческие хозяйства (Гурзуф, Буюрнус, Суук-Су), а впоследствии и курорты. После создания в 1921 году Курортного управления Крыма, Гельгессен стал заведующим группой гурзуфских курортов. После судьба Гельгессена неизвестна.

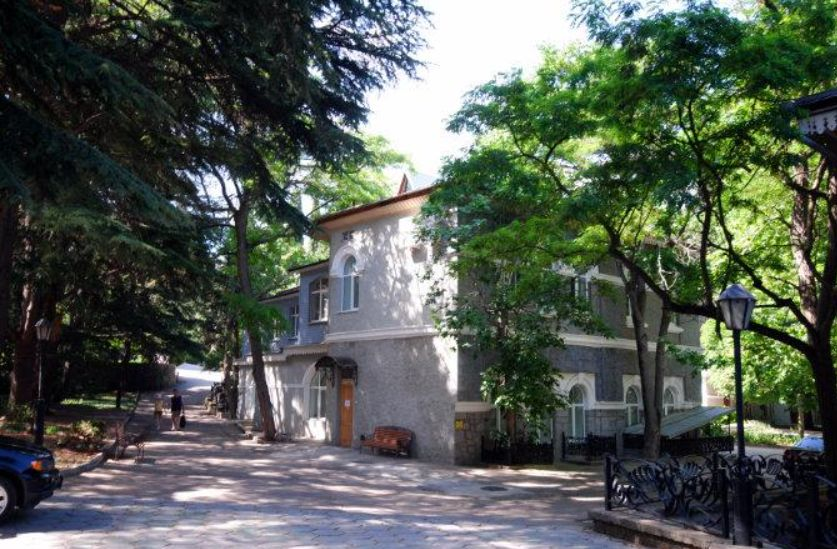
Лабораторный корпус, он же Дом служащих
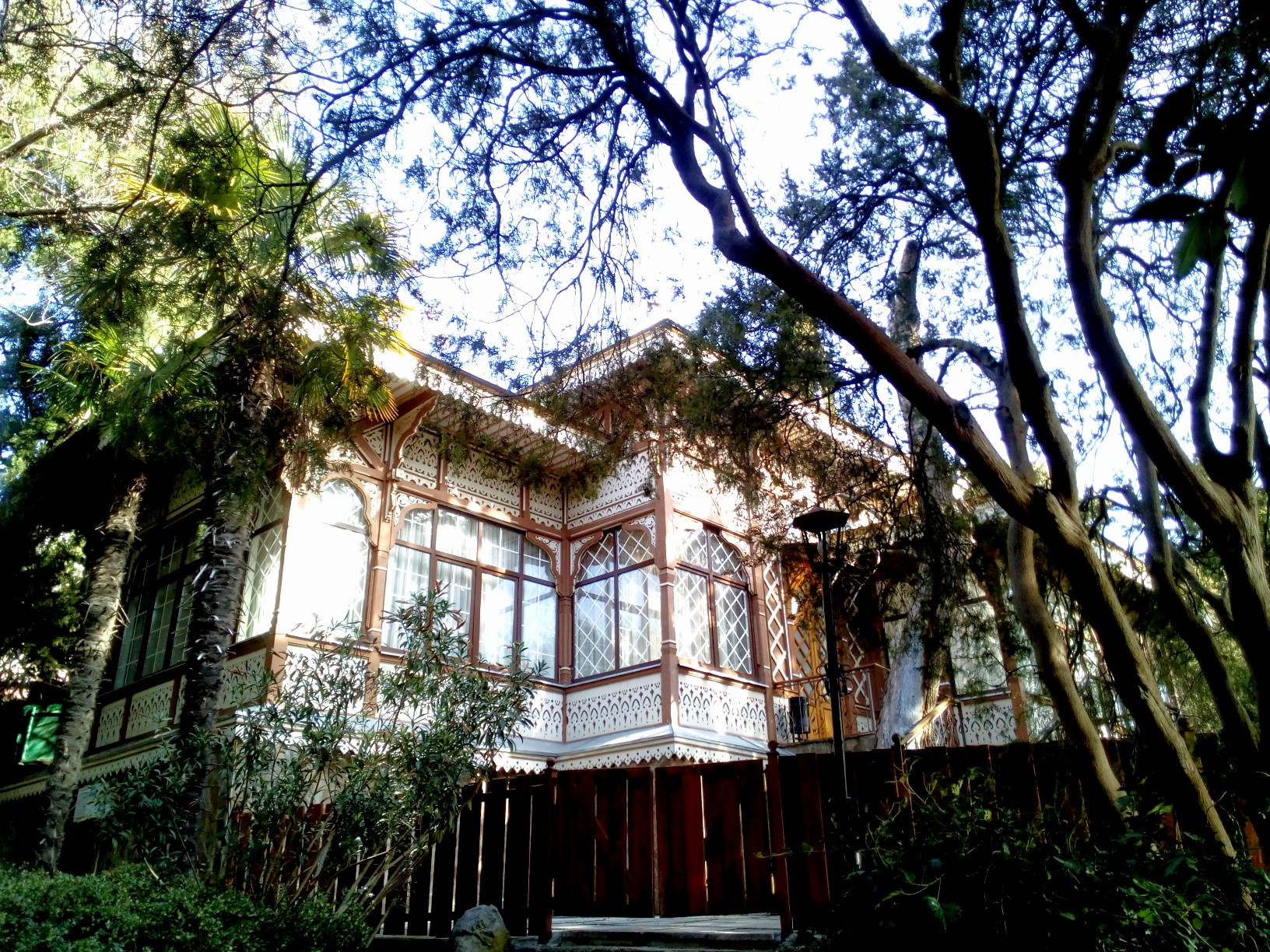
Библиотека
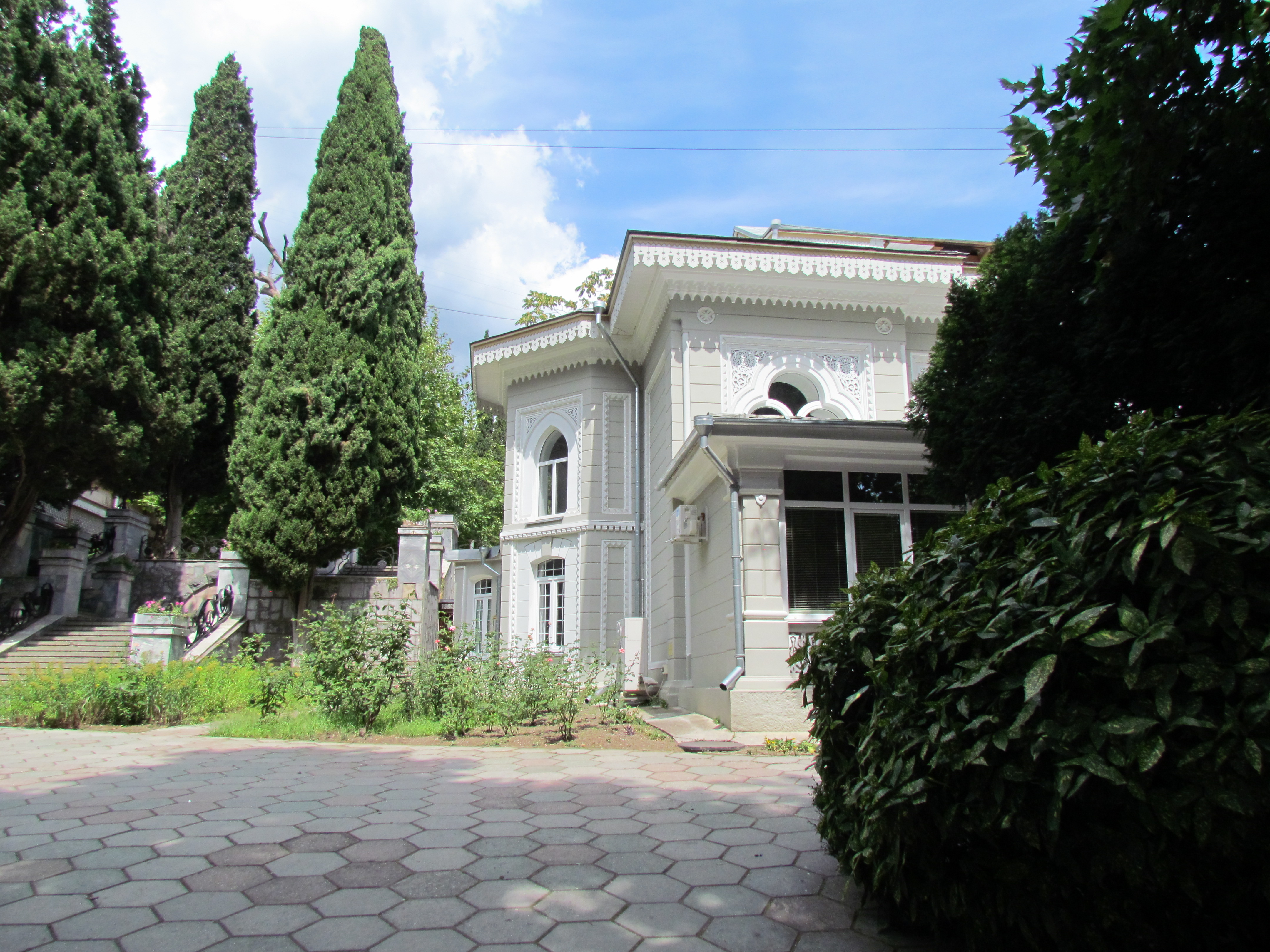
Ресторан-столовая
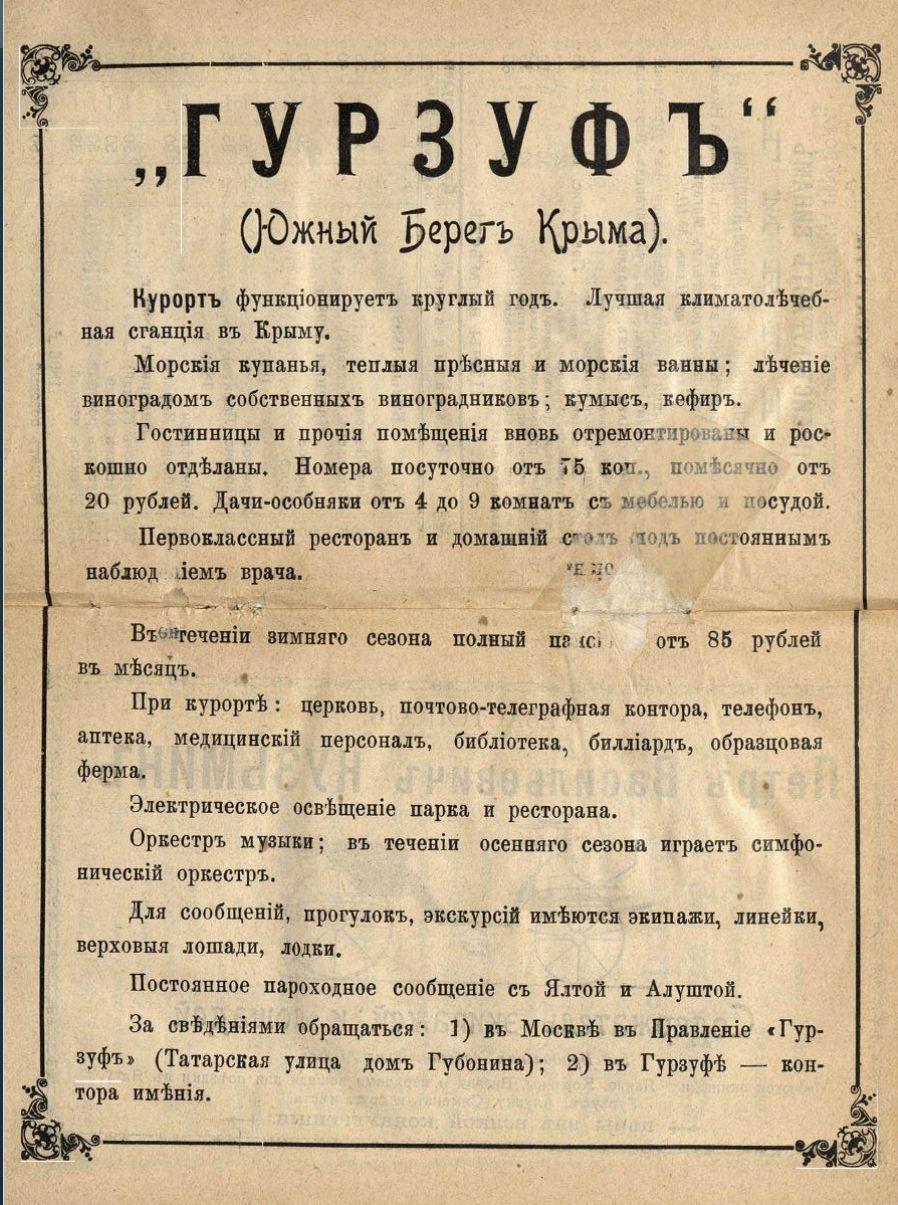
Реклама курорта в путеводителе Г. Москвича

## После революции
Обстоятельства истории курорта во время многочисленных смен власти в Крыму в 1917—1920 году малоизучены, известно содержание письма от 1918 года, о пребывании московской семьи в одной из гостиниц. Из содержания видно, что все службы курорта функционировали исправно, в режиме «мирного времени». После окончательного установления в Крыму Советской власти в ноябре 1920 года, 16 декабря 1920 года приказом председателя Революционного комитета Крыма были изъяты «из частного владения как разных ведомств, так и частных лиц все имения Южного берега Крыма в районе от Судака до Севастополя включительно». В гостиницах № 4, № 6 и № 7 размещались части 462-го Советского пехотного полка. После перевода полка в Симферополь был произведён осмотр помещений и составлена опись ущерба
Сожжено образов ‒ 14 шт. Срезан тик перинок ‒ 22 шт. Срезана плюшевая обивка ‒ с 4 диванов. Срезан холст пружинных матрацев ‒ 19 шт. Сожжено столов балконных ‒ 14 шт. Сожжено карнизов оконных ‒ 24 шт. Разбито стёкол оконных и дверных ‒ 37 шт. Разбиты ворота в ресторанной двери ‒ 1 шт. Сломаны дверные ручки ‒ 24 шт. Сломано венских и садовых стульев ‒ 21 шт. Сломано стенных вешалок ‒ 11 шт. Всё помещение сильно загажено, мебель попорчена и испачкана и требуется большой ремонт.
 Работы велись, 1,5 года, до открытия в 1922 году на территории гостиниц Военно-курортной станции для красных командиров.

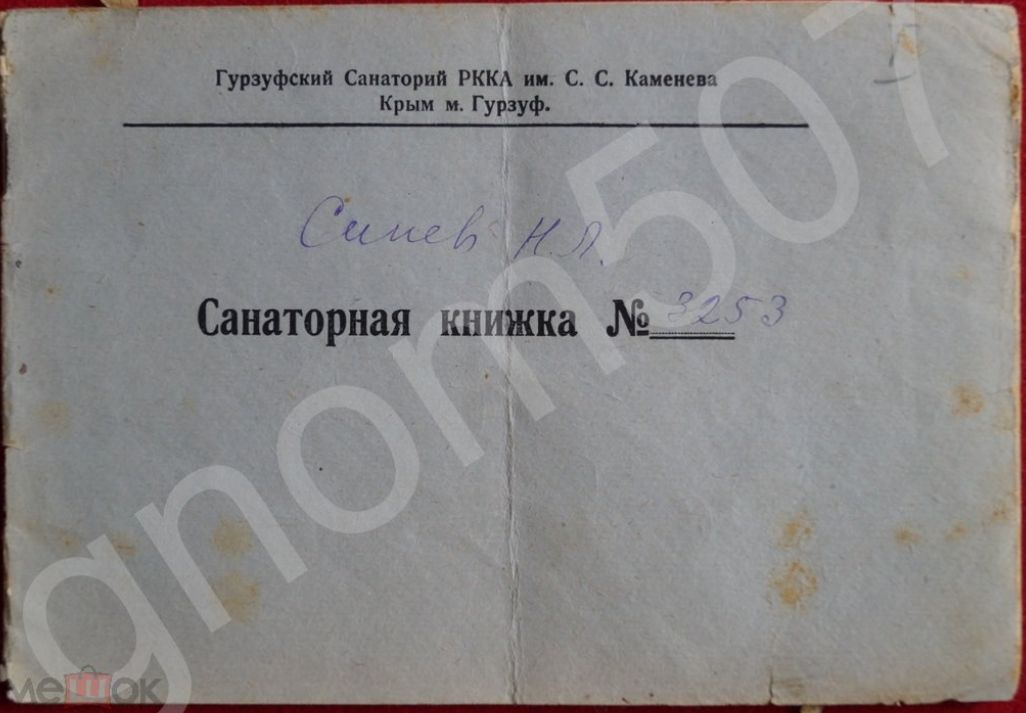
Санаторная книжка санатория РККА им. Каменева

Время преобразования Военно-курортной станции в санаторий Министерства Вооруженных Сил пока не установлено — на август 1926 года учреждение ещё называлось «военно-курортной станцией». В тот год здесь действовало 5 гостиниц для больных, 3 — для служащих, курзал, кухня, склады, мастерские, гараж, электростанция, ледоделательный завод, пожарный обоз. Станция имела собственный «автоотряд» с десятком, «с виду совершенно новеньких», машин в гараже. Работали рентгеновский, антропометрический, зубоврачебный и консультационный кабинеты, для отдыхающих были доступны теннис, кегельбан, крокет, тир, кино, концерты, лекции, строевые занятия, политшкола, экскурсии, выпускалась стенгазета. В путеводителе 1929 года отмечается, что военно-курортная станция Главсанупра включала, кроме 8 гостиниц, ещё 17 небольших дач на территории парка и принимала на оздоровление 3000 человек в год. В ходе антирелигиозной кампании летом 1932 года, под предлогом строительства «электросветолечебницы» (так и не построенной), был разрушен Успенский храм, с которым уничтожили и находившийся в ней склеп с захоронениями супругов Губониных. В путеводителе Баранова 1935 года уже упоминается санаторий РККА. Некоторое время учреждение носило название «Санаторий РККА им. С. С. Каменева» (по непроверенным данным — до 1937 года). Вероятно, в 1946 году, когда Наркомат обороны был преобразован в Министерство Вооружённых Сил СССР, изменилось и название санатория, а после реорганизации министерства в марте 1953 года в Министерство обороны СССР здравница стала Центральным санаторием Министерства обороны. В 1960-е годы в санатории проходили реабилитацию члены первого отряда космонавтов, в том числе Юрий Гагарин и Герман Титов. С переходом под юрисдикцию Украины в 1991 году санаторий переименован в «Гурзуфский», с 2014 года — санаторий «Гурзуфский» Управления делами Президента РФ, филиал ФГБУ «Детский медицинский центр» Управления делами Президента России.

## Здания курорта
| Здания курорта Гурзуф | Здания курорта Гурзуф | Здания курорта Гурзуф              | Здания курорта Гурзуф | Здания курорта Гурзуф |
| Современное название  | № у Губонина          | Другие названия                    | Годы строительства    | Охранный статус |
| --------------------- | --------------------- | ---------------------------------- | --------------------- | --- |
| Ривьера               | Гостиница № 1         | Корпус № 1, гостиница «Приморская» | 1882—1885             | Объект культурного наследия народов РФ федерального значения. Рег. № 911510368740106 (ЕГРОКН). Объект № 8231792001 (БД Викигида), Памятник культурного наследия Украины национального значения. Охр. № 010041/1 |
| Парк                  | Гостиница № 2         | Корпус № 2                         | 1889                  | Объект культурного наследия народов РФ федерального значения. Рег. № 911510368740016 (ЕГРОКН). Объект № 8231792002 (БД Викигида) Памятник культурного наследия Украины национального значения. Охр. № 010041/2  |
| Чеховский             | Гостиница № 4         | Корпус № 3                         | 1890                  | Объект культурного наследия народов РФ федерального значения. Рег. № 911510368740026 (ЕГРОКН). Объект № 8231792003 (БД Викигида) Памятник культурного наследия Украины национального значения. Охр. № 010041/3  |
| Пушкинский            | Гостиница № 3         | Корпус № 4                         | 1889                  | Объект культурного наследия народов РФ федерального значения. Рег. № 911510368740036 (ЕГРОКН). Объект № 8231792004 (БД Викигида) Памятник культурного наследия Украины национального значения. Охр. № 010041/4  |
| Шаляпинский           | Гостиница № 5         | Корпус № 5                         | 1890                  | Объект культурного наследия народов РФ федерального значения. Рег. № 911510368740046 (ЕГРОКН). Объект № 8231792005 (БД Викигида) Памятник культурного наследия Украины национального значения. Охр. № 010041/5  |
| Платановый            | Гостиница № 8         | Корпус № 6                         | 1908                  | Объект культурного наследия народов РФ федерального значения. Рег. № 911510368740056 (ЕГРОКН). Объект № 8231792006 (БД Викигида) Памятник культурного наследия Украины национального значения. Охр. № 010041/6  |
| Гагаринский           | Гостиница № 7         | Корпус № 7                         | начало 1890-х         | Объект культурного наследия народов РФ федерального значения. Рег. № 911510368740066 (ЕГРОКН). Объект № 8231792007 (БД Викигида) Памятник культурного наследия Украины национального значения. Охр. № 010041/7  |
| Альянс                | Гостиница № 6         | Корпус № 8                         | 1888—1889             | Объект культурного наследия народов РФ федерального значения. Рег. № 911510368740076 (ЕГРОКН). Объект № 8231792008 (БД Викигида) Памятник культурного наследия Украины национального значения. Охр. № 010041/8  |
| Лабораторный корпус   | Дом служащих          | Приёмный корпус, корпус № 9        | 1890                  | Объект культурного наследия народов РФ федерального значения. Рег. № 911510368740086 (ЕГРОКН). Объект № 8231792009 (БД Викигида) Памятник культурного наследия Украины национального значения. Охр. № 010041/9  |
| Библиотека            | Библиотека            | —                                  | начало 1890-х         | Объект культурного наследия народов РФ федерального значения. Рег. № 911510368740116 (ЕГРОКН). Объект № 8231792010 (БД Викигида) Памятник культурного наследия Украины национального значения. Охр. № 010041/10 |
| Ресторан-столовая     | Ресторан «Фонтан»     | —                                  | 1885                  | Объект культурного наследия народов РФ федерального значения. Рег. № 911510368740096 (ЕГРОКН). Объект № 8231792011 (БД Викигида) Памятник культурного наследия Украины национального значения. Охр. № 010041/11 |